# L'Odalisque au pantalon rouge
L'Odalisque au pantalon rouge est une peinture à l'huile réalisée par Henri Matisse en 1925.
Elle est conservée au musée d'art contemporain de Caracas, au Venezuela ; elle a été volée au début des années 2000 avant d'être retrouvée en 2012.

## Description
Une femme aux cheveux foncés est assise sur ses talons. Seins nus, elle porte un pantalon rouge.

## Analyse
L'œuvre a été acquise par le musée d'art contemporain de Caracas en 1981 auprès de la galerie Malborough de New York.

« Quand Matisse est mort, il m'a laissé en héritage ses odalisques, et c'est mon idée de l'Orient, bien que je n'y sois jamais allé. »

— Pablo Picasso.

## Vol du tableau
Au début des années 2000, dans une période estimée entre 1999 et 2002, le tableau a été volé à l'endroit où il était conservé, au musée d'art contemporain de Caracas. Il a été remplacé par une copie, qui n'a été identifiée comme telle qu'en 2003. Grâce à la collaboration entre le Venezuela et les États-Unis, l'œuvre a ensuite été retrouvée aux États-Unis en 2012 par le FBI dans une chambre d'hôtel à Miami.
Le 22 juillet 2014, après que le tableau a été rapatrié en avion et a constitué un événement national, il est à nouveau exposé au public dans le même musée.
À la suite de cet événement, la valeur de l'œuvre a explosé et est, en juillet 2014, de 3 000 000 euros.